# أحمد سعدي
أحمد سعدي (1958-) هو كاتب عالم اجتماع فلسطيني، وهو أستاذ ثابت في قسم السياسة والحكومة في جامعة بن غوريون في النقب، حصل على بكالوريوس في الفنون من جامعة حيفا في 1980، وحصل على ماجستير في الآداب من جامعة حيفا في 1985، وعلى دكتوراه في الفلسفة من جامعة مانشستر في 1991، ألف العديد من الكتب أبرزها «النكبة: فلسطين 1948 ومطالبات بالذاكرة».

## مؤلفات
صدرت له عدة أعمال أدبية منها:

### عربية
- «الخطاب التحديثي وتفسير العلاقات الصهيونية-الفلسطينية»، حيفا : مركز الجليل للأبحاث الاجتماعية، 2000.[2]
- «الوضع المؤسسي للطاقة في الاقطار العربية المصدرة للبترول»، منظمة الاقطار العربية المصدرة للبترول، 1983.[3]
- «الرقابة الشاملة : نشأة السياسات الإسرائيلية في إدارة السكان ومراقبتهم والسيطرة السياسية تجاه الفلسطينيين» بيروت : المركز العربي للأبحاث ودراسة السياسات، ترجمة الحارث محمد النبهان، مراجعة عمر التل.[4]

### إنجليزية
- «النكبة: فلسطين 1948 ومطالبات بالذاكرة (بالإنجليزية: Nakba: Palestine, 1948, and the Claims of Memory)‏» بالاشتراك مع ليلى أبو لغد، مطبعة جامعة كولومبيا 2007.[5]
- «(بالإنجليزية: Thorough Surveillance: The Genesis of Israeli Policies of Population Management, Surveillance & Political Control towards the Palestinians)‏» مطبعة جامعة مانشستر، 2013.[6]
- «(بالإنجليزية: The Impact of Labor Market Structure, Age and Ethnicity on Withdrawal of Prime-age Arab Men from the Labor Market)‏» بالإشتراك مع (بالإنجليزية: Noah Lewin-Epstein)‏ «نوح لوين ابشتاين»، مركز بنحاس سابير للتنمية، جامعة تل أبيب، 1998.[7]